# 歐塞奇鎮區 (密蘇里州弗農縣)
歐塞奇鎮區（英語：Osage Township）是位於美國密蘇里州弗農縣的一個行政鎮區。

## 地方資料
歐塞奇鎮區的面積為123.32平方千米，當中陸地面積為119.25平方千米，而水域面積為4.07平方千米。根據2020年美國人口普查的數據，當地共有人口277人，而人口密度為每平方千米2.25人。